# Mikhail Rasputin
Mikhail Rasputin est un super-vilain évoluant dans l'univers Marvel de la maison d'édition Marvel Comics. Créé par le scénariste Chris Claremont et les dessinateurs Jim Lee, John Byrne et Whilce Portacio, le personnage de fiction est mentionné pour la première fois dans le comic book Uncanny X-Men #99 et apparaît pour la première fois dans Uncanny X-Men #285 en février 1992.

## Biographie du personnage

### Origines
Frère aîné du jeune Piotr Rasputin (Colossus), Mikhail Rasputin était un cosmonaute soviétique que l'on a cru mort lorsque sa navette explosa. En réalité, l'explosion de sa navette fut organisée par le gouvernement, qui comptait l'envoyer avec ses équipiers dans un vide dimensionnel. Seul survivant grâce à ses pouvoirs, il devint une sorte de messie sur le monde où il atterrit.
Un jour, les X-Men débarquèrent sur ce monde et demandèrent à Mikhail de fermer le passage reliant les deux dimensions. Effrayé par l'idée de retenter une épreuve qui avait tué ses camarades, il recula, mais avec l'aide d'Iceberg, Jean Grey et Feu du Soleil, il réussit. Il fut transporté dans l'effort dans la communauté des Morlocks.

### Chez les Morlocks
Devenu maître des mutants Morlocks vivant dans les égouts sous New York, Mikhail Rasputin les noya presque tous en inondant les tunnels, faisant aussi croire à sa mort. Il amena ensuite les survivants dans une autre dimension où le temps passait plus vite. Il établit une forteresse sur une colline et instaura la loi du plus fort. Il est donc à l'origine de la création de Gene Nation.
C'est Tornade qui mit fin à la terreur, en l'obligeant à transporter tous les mutants dans un village africain, où ils pourraient vivre libre et en paix. Rasputin s'échappa par la suite.

### Le virus Legacy
Attristé par la mort de sa petite sœur Illyana, victime du virus Legacy, Mikhail Rasputin sortit de l'ombre pour revenir dans le temps et tenter d'empêcher la contamination. Mais son plan échoua et il contracta lui-même le virus.

### Les Douze
Quand le professeur Xavier arrêta les X-Men, Piotr Rasputin, (Colossus) emmena la jeune mutante Marrow vivre quelque temps à Boston. Ils furent transportés sur la Colline et Piotr découvrit son frère pour la première fois depuis son prétendu suicide. Là, le duo de X-Men sauva le mutant de monstres dimensionnels et le ramena au Manoir X pour récupérer.
Mikhail Rasputin était l'un des Douze choisis par le mutant Apocalypse, et il fut capturé. Les X-Men voyagèrent jusqu'en Égypte pour libérer leurs compagnons. Dans le combat qui en résulta, le russe se sacrifia pour éloigner les Cavaliers d'Apocalypse. 

### Colossus: Bloodlines
On revit Mikhail Rasputin aux côtés de Colossus affrontant Mister Sinistre, ce dernier l'ayant possédé mentalement et obligé à téléporter son frère dans une autre dimension. Finalement, il parvient à le libérer et resta lui-même prisonnier de cette dimension noire.

## Pouvoirs et capacités
Mikhail Rasputin est un mutant qui peut commander l'énergie et manipuler la matière à un niveau subatomique. Ancien cosmonaute, c'est un soldat de formation au meilleur de sa condition physique et un bon pilote d'engin spatial.
- Le pouvoir mutant de Mikhail Rasputin lui donne principalement la capacité de se téléporter entre les dimensions, mais aussi à travers l'espace.
- Au sommet de son pouvoir, il peut manipuler la réalité elle-même, en transformant la matière selon ses désirs.
- On l'a aussi vu émettre des rafales d'énergie.